# Mycoplasma indiense
Mycoplasma indiense è una specie di batterio appartenente alla famiglia delle Mycoplasmataceae.